# ICE.T.21
Cséve Tamás, ismertebb nevén ICE.T.21 (1984. február 18.[forrás?] –) magyar származású angol rapművész és zenész.

## Életpályája
Angliában, Nottingham[forrás?] városában született, majd egy válást követően Magyarországra költözött, ahol egy kis Vas megyei településen, Harasztifaluban telepedett le féltestvérével. Eleinte különböző munkákat vállalt Magyarországon és Ausztriában, miközben elkezdett aktívan foglalkozni a zenével.

## Zenei karrierje
Zenei pályafutása Magyarországon indult el, amikor az első dalát feltöltötte az internetre. Az eminemes stílusú száma nagy sikert aratott, egy ismerőse pedig segített neki professzionális zenei videó elkészítésében. Az első komoly sikerét 1,2 millió megtekintéssel érte el. Később fellépett Király Viktorral is egy fesztiválon, ami mérföldkövet jelentett számára.
Korai dalai komorabb témákkal foglalkoztak, mint az angliai utcai késelések és az iskolai bántalmazás. Később a stílusa lazább lett, azonban készített egy háborúellenes dalt is, amely visszakanyarodás volt korábbi zenei világához. Legnagyobb sikert egy részegen vezetés ellen készített dala érte el, amely 60 millió emberhez jutott el.
Zenei munkáit korábban amerikai producerekkel készítette, jelenleg egy szerb producerrel dolgozik együtt. A vizuális tartalmait egy szombathelyi szakember segíti.